# مخزن تبريد

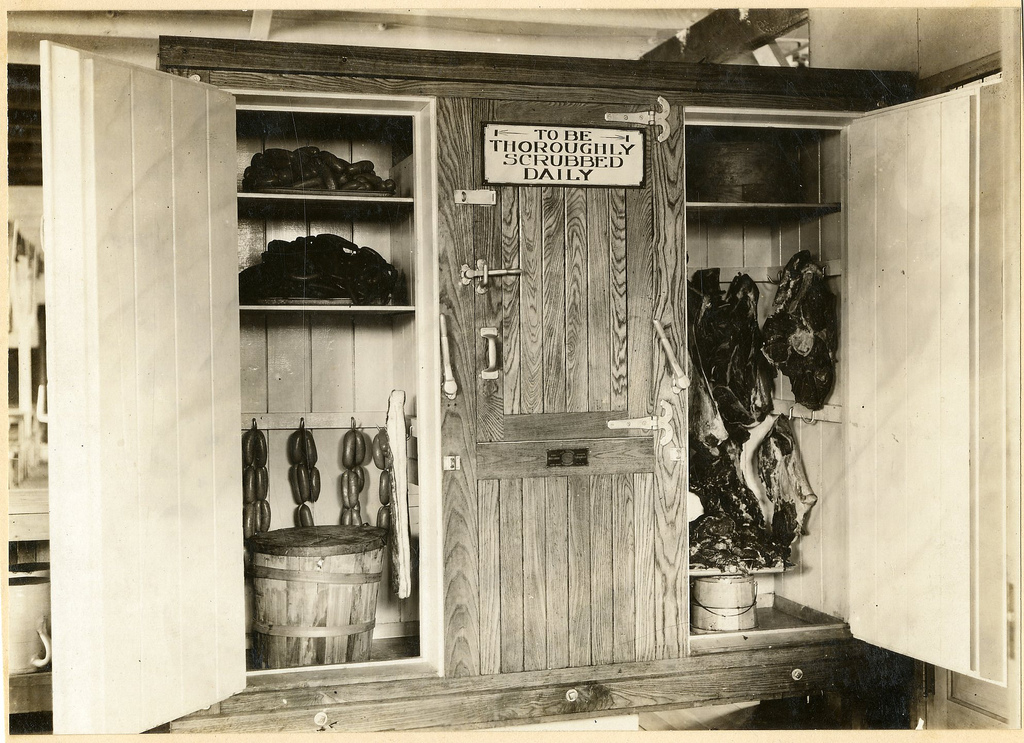

مخزن بارد أو مخزن تبريد هوغرفة أو مبنى كبير للتبريد مُصمم من أجل تخزين البضائع في درجة حرارة أقل من الموجودة في البيئة المحيطة. المنتجات التي تحتاج للتبريد مثل الفاكهة، الخضروات، المأكولات البحرية واللحم. غالباً ما تتواجد مخازن التبريد بالقرب من موانىء السفن لحفظ المنتجات التي يتم تصديرها أو استيرادها.
تعتبر مخازن التبريد جزء أساسي من قطاع الشحن البحري من أواخر القرن التاسع عشر. عندما تم إنشاء مخزن تبريد في غريمسبي، تحولت شركة كريستيان سالفيسن من شركة صغيرة لصيد الحيتان إلى ميناء رئيسي لصيد الأسماك. كما أُنشئ مخزن ناين إيلميس في عام 1965، والذي احتفظ ب 16.000 طن من اللحم، الجبن، الزبدة. وتم إغلاقه في عام 1979 حيث تم استخدامه من قبل واضعي اليد والأنشطة المختلفة الغير قانونية قبل أن يتم هدمه في نهاية القرن. تختلف المخازن نفسها في الحجم. تم التخطيط لإنشاء مخزن تبريد تبلغ مساحته 30 هكتار (74 فدان) وتبلغ سعته 200.000 طن في مدينة ووهان، بالصين.